# Dixie Egerickx

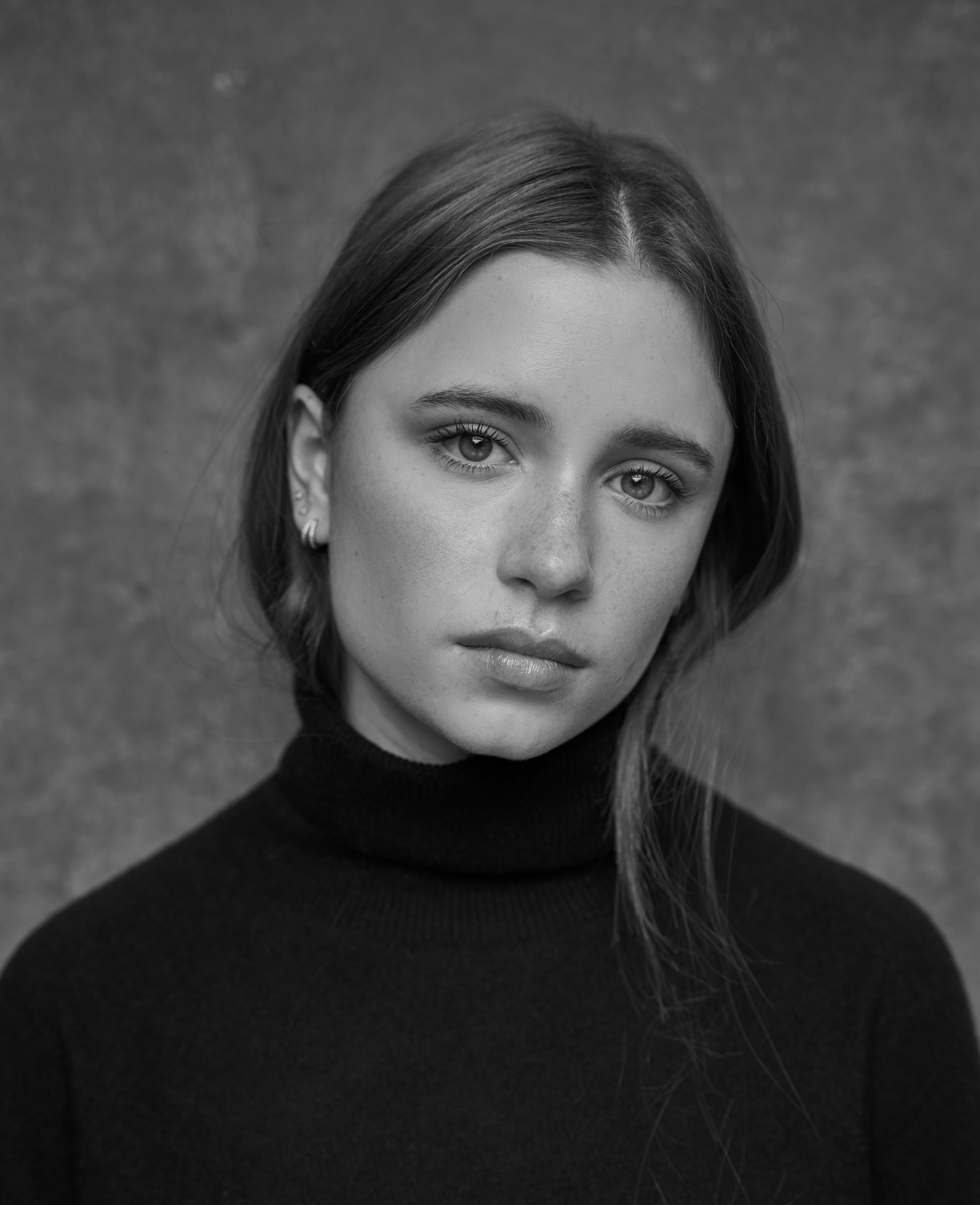
Dixie Egerickx, 2023

Dixie Violet Egerickx (* 31. Oktober 2005 in London) ist eine britische Schauspielerin.

## Leben und Karriere
Egerickx wurde am 31. Oktober 2005 in London geboren. Sie besuchte die Knightsbridge School und die Bute House School. 2015 stand sie auf der Londoner Bühne als Iphigenie in Robert Ickes Adaption von Oresteia. Sie hatte weitere Rollen als Rosalind in Alexi Kay Campbells Sunset at the Villa Thalia am National Theatre und als Jenny Caroline Marx in Richard Bean und Clive Colemans Young Marx am The Bridge Theatre.
Ihr Filmdebüt gab sie 2016 in dem Film Churchill's Secret. Anschließend trat sie 2017 in der Fernsehserie Genius auf. 2018 wurde Egerickx für die Serie Patrick Melrose gecastet. Im selben Jahr spielte sie in dem Film The Little Stranger. Unter anderem bekam sie 2020 in Summerland eine Hauptrolle. 
Außerdem trat sie in Der geheime Garten auf. 2022 setzte Egerickx ihre Karriere in The Essex Serpent fort.

## Filmografie
Filme
- 2016: Churchill’s Secret (Fernsehfilm)
- 2017: Eine königliche Winterromanze (A Royal Winter, Fernsehfilm)
- 2017: The Watcher in the Woods (Fernsehfilm)
- 2017: The Wyrd (Kurzfilm)
- 2018: Mirette
- 2018: The Little Stranger
- 2020: Der geheime Garten (The Secret Garden)
- 2020: Summerland
- 2024: Rich Flu

Serien
- 2017: Genius (Folge 1x10)
- 2018: Patrick Melrose (Folge 1x04)
- 2022: Die Schlange von Essex (The Essex Serpent, 6 Folgen)